# Граттан, Джон
Джон Лоуренс Граттан (англ. John Lawrence Grattan; 1830 — 19 августа 1854) — офицер армии США, чьи недальновидные действия повлекли за собой первый серьёзный вооружённый конфликт между армией США и индейцами лакота, который вошёл в историю как Резня Граттана.

## Биография
Джон Лоуренс Граттан родился в Вермонте. Практически ничего не известно о его юности. В 1849 году он поступил в Военную академию США, которую с большим трудом окончил в 1853 году. Среди выпускников того года были Филип Шеридан, Джон Белл Худ, Джеймс Макферсон и Джон Макаллистер Шофилд, которые позже прославились во время Гражданской войны в США.
Плохая успеваемость в Военной академии послужила причиной тому, что Граттан долго не мог получить назначения. Позднее, в чине второго лейтенанта  он был зачислен в 6-й пехотный полк, располагавшийся в форте Ларами. 16 ноября 1853 года он прибыл в форт. В первые месяцы службы, Граттан проявил себя честолюбивым офицером, желавшим сделать карьеру в армии.
Он не скрывал своего презрения и неприязни к индейцам.
В июле 1854 года индейцы лакота ожидали свои ежегодные товары и находились недалеко от форта Ларами. Собралось около 3 тысяч лакота, они ожидали прибытие индейского агента. Из-за того, что американцы не соблюдали условия договора, многие молодые воины были настроены враждебно по отношению к белым людям. 
Мимо большого индейского лагеря проходил мормонский обоз, который следовал в Юту. Позади обоза один из мормонов гнал хромую корову. Животное отстало и переселенец, боясь лакота, поспешил за караваном. Один из воинов выстрелил в корову и убил её. Когда обоз прибыл в форт Ларами, мормон, потерявший корову, отправился к командующему и рассказал о случившемся, значительно преувеличив происшедшее. Лейтенант Флеминг не хотел начинать войну из-за полудохлой коровы, к тому же в форт прибыл Атакующий Медведь, вождь лакота, чтобы лично уладить инцидент. Вождь предлагал любую лошадь из своего табуна и всячески пытался решить проблему мирным путём, он не хотел ввязываться в войну с белыми из-за коровы. Флеминг решил ничего не предпринимать до возвращения индейского агента Уитфилда, но Джон Граттан уговорил командующего отправить его в селение лакота, чтобы найти и арестовать виновного. Он стремился проявить себя в войне с индейцами и искал любой повод для этого, бесперспективность службы в форте угнетала его.
19 августа 1854 года Джон Граттан выступил из форта Ларами в сопровождении 30 добровольцев и с двумя горными гаубицами. Большинство людей в отряде второго лейтенанта были опытными солдатами, но они также, как и их командир, считали индейцев никчёмными воинами.
Атакующий Медведь встретил отряд солдат и пытался договориться с Граттаном, но тот потребовал привести виновного индейца, не понимая того, что ни один из вождей лакота не имел достаточной власти, чтобы выдавать своих соплеменников. Несмотря на уговоры вождей, второй лейтенант отдал приказ и пехотинцы произвели несколько выстрелов, после чего дали залп из гаубиц. Атакующий Медведь получил несколько ранений и упал, ещё несколько лакота было ранено. Индейцы атаковали отряд Граттана. Второй лейтенант спешился и бросился к орудию, но выстрелить не успел, он погиб одним из первых. Позже, его опознали только по часам. В него попали 24 стрелы, одна пронзила голову. Оставшись без своего командира, солдаты продержались не более 10 минут. Лакота перебили всех, при этом большинство трупов было скальпировано и изуродовано. Спастись удалось лишь рядовому Джону Кэдди, но и он скончался от ран через несколько дней.